# Требешница
Требешница — деревня в восточной части Порховского района Псковской области. Входит в состав сельского поселения «Красноармейская волость».
Расположена в 6 км к югу от города Порхов.
Численность населения составляет 16 жителей (2000 год).